# Eparchie Adiabene
Die Eparchie Adiabene ist eine im Irak gelegene Eparchie der syrisch-katholischen Kirche mit Sitz in der Kathedrale der Königin des Friedens in Ankawa bei Erbil.

## Geschichte
Die Synode der Bischöfe der syrisch-katholischen Kirche beschloss am 22. Juni 2019 die Errichtung der Eparchie Adiabene aus Gebietsabtretungen der syrisch-katholischen Erzeparchie Mosul. Am 28. Juni 2019 fertigte der syrisch-katholische Patriarch von Antiochia, Ignatius Joseph III. Younan, das Errichtungsdekret aus und am 30. August desselben Jahres erfolgte die Bestätigung durch Papst Franziskus. Erster Bischof wurde Nizar Semaan.
Das Gebiet der Eparchie Adiabene umfasst die zur Autonomen Region Kurdistan gehörenden Gouvernements Dahuk, Erbil und as-Sulaimaniyya. Der Name der Eparchie leitet sich von der Region Adiabene ab.